# Paramolotra metok
Espèce
Paramolotra metok est une espèce d'araignées aranéomorphes de la famille des Oonopidae.

## Distribution
Cette espèce est endémique du Tibet en Chine,. Elle se rencontre dans le xian de Mêdog.

## Description
Le mâle holotype mesure 2,16 mm et la femelle paratype 2,48 mm.

## Systématique et taxinomie
Cette espèce a été décrite par Tong et Li en 2021.

## Étymologie
Son nom d'espèce lui a été donné en référence au lieu de sa découverte, le xian de Mêdog.

## Publication originale
- Cheng, Bian, Tong & Li, 2021 : « A new genus and two new species of oonopid spiders from Tibet, China (Araneae, Oonopidae). » ZooKeys, no 1052, p. 55-69 (texte intégral).